# 10306 Pagnol
10306 Pagnol è un asteroide della fascia principale. Scoperto nel 1990, presenta un'orbita caratterizzata da un semiasse maggiore pari a 3,0305037 UA e da un'eccentricità di 0,2026131, inclinata di 8,08070° rispetto all'eclittica. Misura circa 9,9 km di diametro.
L'asteroide è dedicato allo scrittore francese Marcel Pagnol (1895-1974).